# Фридзам, Анна-Лена
Анна-Лена Фридзам (нем. Anna-Lena Friedsam; род. 1 февраля 1994, Нойвид, Германия) — немецкая теннисистка; победительница четырёх турниров WTA в парном разряде.

## Общая информация
Анна-Лена — младшая из трёх детей Людвига и Барбары Фридзам; её старшую сестру зовут Мануэла, а брата — Себастьян.
Немка в теннисе с шести лет; любимое покрытие — хард; отличительные элементы игры — большое число ударов с максимальной подкруткой мяча.

## Спортивная карьера

### 2011—2018
Профессиональную карьеру Фридзам начала в 2011 году. Первых побед на турнирах из цикла ITF она добилась в начале 2012 года. В целом за сезон 2012 года немка выиграл шесть титулов ITF в одиночном разряде и два в парном. В июне 2013 года она дебютировала в основных соревнованиях WTA-тура, сыграв в парной сетке турнира в Нюрнберге. В августе того же года она смогла выиграть 50-тысячник ITF в Казани, а в сентябре в Трабзоне.
Дебют в основных одиночных соревнованиях WTA-тура для Фридзам состоялся в январе 2014 года, когда она через квалификацию попала на турнир в Шэньчжэне. Первым турниром из серии Большого шлема для неё стал Открытый чемпионат Франции 2014 года. В августе того же года она впервые смогла подняться в женском рейтинге в первую сотню. В сентябре Анна-Лена победила на турнире младшей серии WTA 125, который проходил в Сучжоу. В октябре на зальном турнире в Линце Фридзам смогла выйти в полуфинал. В первом раунде того турнира она выиграла № 12 в мире на тот момент Доминику Цибулкову.
На Открытом чемпионате Франции 2015 года Фридзам во втором раунде сыграла против первой ракетки мира Серены Уильямс и смогла выиграть у неё первый сет, но в итоге немка проиграла со счётом 7-5, 3-6, 3-6. В июне она победила на 50-тысячнике ITF в Икли. В октябре она впервые вышла в финал турнира WTA. Произошло это в Линце, где Фридзам сыграла в решающем матче против россиянки Анастасии Павлюченковой и уступила со счётом 4-6, 3-6.
На старте сезона 2016 года Анна-Лена вышла в полуфинал в Шэньчжэне. На Открытом чемпионате Австралии она добилась лучшего для себя результата на Больших шлемах, пройдя в четвёртый раунд. В марте она вышла в финал турнира младшей серии WTA 125 в Сан-Антонио. В мае на грунтовом турнире в Нюрнберге немка вышла в четвертьфинал. В июне совместно с соотечественницей Лаурой Зигемунд она вышла в парный финал турнира на Мальорке. На Уимблдонском турнире Фридзам впервые вышла в третий раунд. К августу она смогла достичь 45-го места в мировом рейтинге. С сентября 2016 года до октября 2017 года она не выступала на профессиональных турнирах. 2018 год она также почти полностью пропустила.

### 2019—2022
В апреле 2019 года Фридзам вместе с соотечественницей Моной Бартель выиграли парный приз турнира в Штутгарте, где в финала и обыграли пару  Луция Шафаржова из Чехии и Анастасии Павлюченковой из России. Судьба титула решилась на чемпионском тай брейке, где немки оказались сильнее со счётом 10-6. В мае на турнире в Нюрнберге Фриздам удалось выйти в четвертьфинал в одиночном разряде. Следующий четвертьфинал она сыграла в июле в Палермо. В октябре на зальном турнире в Линце в первом раунде Фриздам удалось впервые обыграть теннисистку из топ-10. В трёх сетах была обыграна Белинда Бенчич.
В феврале 2020 года Фриздам получила первый вызов в сборную Германии на матчи Кубка Билли Джин Кинг. В марте она смогла выйти в свой второй в карьере одиночный финал WTA. На турнире в Лионе ей удалось выиграть четыре матча (в том числе у Кристины Младенович и Дарьи Касаткиной), а в решающем матче немка уступила Софии Кенин со счётом 2:6, 6:4, 4:6. В мае на турнире серии Премьер 5 в Риме Фриздам смогла выйти в парный финал в дуэте с румынкой Йоаной Ралукой Олару.
В апреле 2021 года Фриздам вновь сыграла в парном финале — на этот раз на турнире в Боготе в альянсе с Михаэлой Бузарнеску. Летом она выступила на Олимпиаде в Токио, где проиграла во втором раунде одиночных соревнований и первом в парных. В октябре немка выиграла второй в карьере парный титул WTA, взяв его с Моникой Никулеску на турнире в Нур-Султане.
В июле 2022 года Фриздам взяла третий парный трофей в WTA-туре, победив в команде с Анной Данилиной на турнире в Варшаве. В сентябре она через квалификацию пробилась в одиночную сетку турнира в Портороже и смогла доиграть до полуфинала. В конце сезона немка дважды вышла в финал в одиночном и один раз в парном разрядах на турнирах младшей серии WTA 125.

## Итоговое место в рейтинге WTA по годам
| Год  | Одиночный рейтинг | Парный рейтинг |
| 2022 | 145               | 111            |
| 2021 | 133               | 92             |
| 2020 | 111               | 37             |
| 2019 | 145               | 45             |
| 2018 | 390               | 587            |
| 2017 | 1 025             | 449            |
| 2016 | 68                | 121            |
| 2015 | 99                | 244            |
| 2014 | 87                | 213            |
| 2013 | 126               | 368            |
| 2012 | 189               | 338            |
| 2011 | 655               | 1 229          |

## Выступления на турнирах

### Финалы турнировWTAв одиночном разряде (2)

#### Поражения (2)
| Легенда:                                   |
| ------------------------------------------ |
| Турниры Большого шлема (0)*                |
| Олимпиада (0)                              |
| Итоговый турнир WTA (0)                    |
| Premier Mandatory / WTA 1000 Mandatory (0) |
| Premier 5 / WTA 1000 (0)                   |
| Premier / WTA 500 (0+1)                    |
| International / WTA 250 (0+3)              |

| Титулы по покрытиям | Титулы по месту проведения матчей турнира |
| ------------------- | ----------------------------------------- |
| Хард (0+2)*         | Зал (0+2)                                 |
| Грунт (0+2)         | Зал (0+2)                                 |
| Трава (0)           | Открытый воздух (0+2)                     |
| Ковёр (0)           | Открытый воздух (0+2)                     |

* количество побед в одиночном разряде + количество побед в парном разряде.
| №  | Дата            | Турнир        | Покрытие   | Соперница в финале     | Счёт        |
| 1. | 18 октября 2015 | Линц, Австрия | Хард (зал) | Анастасия Павлюченкова | 4-6 3-6     |
| 2. | 8 марта 2020    | Лион, Франция | Хард (зал) | София Кенин            | 2-6 6-4 4-6 |

### Финалы турнировWTA 125иITFв одиночном разряде (23)

#### Победы (14)
| Легенда:                    |
| --------------------------- |
| WTA 125 (1)*                |
| 100.000 USD (0)             |
| 80.000 (75.000)** USD (0)   |
| 60.000 (50.000)** USD (3)   |
| 25.000 USD (7+1)            |
| 15.000 USD (1)              |
| 15.000 (10.000)** USD (2+2) |

** призовой фонд до 2017 года
| Титулы по покрытиям | Титулы по месту проведения матчей турнира |
| ------------------- | ----------------------------------------- |
| Хард (8+2)*         | Зал (5+2)                                 |
| Грунт (5+1)         | Зал (5+2)                                 |
| Трава (1)           | Открытый воздух (9+1)                     |
| Ковёр (0)           | Открытый воздух (9+1)                     |

* количество побед в одиночном разряде + количество побед в парном разряде.
| №   | Дата             | Турнир                     | Покрытие   | Соперница в финале   | Счёт           |
| 1.  | 17 марта 2012    | Астана, Казахстан          | Хард (зал) | Екатерина Яшина      | 6-4 6-3        |
| 2.  | 26 мая 2012      | Веленье, Словения          | Грунт      | Агнезе Цуккини       | 6-1 6-3        |
| 3.  | 3 июня 2012      | Марибор, Словения          | Грунт      | Тельяна Перейра      | 2-6 7-6(1) 6-2 |
| 4.  | 17 июня 2012     | Падуя, Италия              | Грунт      | Коринна Дентони      | 6-2 6-2        |
| 5.  | 16 июля 2012     | Ашаффенбург, Германия      | Грунт      | Катрин Вёрле         | 6-4 2-6 6-4    |
| 6.  | 26 августа 2012  | Шарлеруа, Бельгия          | Грунт      | Ангелика ван дер Мет | 6-4 7-6(5)     |
| 7.  | 24 марта 2013    | Сандерленд, Великобритания | Хард (зал) | Алисон ван Эйтванк   | 6-2 7-6(4)     |
| 8.  | 1 сентября 2013  | Казань, Россия             | Хард       | Марта Сироткина      | 6-2 6-3        |
| 9.  | 15 сентября 2013 | Трабзон, Турция            | Хард       | Юлия Бейгельзимер    | 4-6 6-3 6-3    |
| 10. | 28 сентября 2013 | Лафборо, Великобритания    | Хард (зал) | Алисон ван Эйтванк   | 6-3 6-0        |
| 11. | 7 сентября 2014  | Сучжоу, Китай              | Хард       | Дуань Инъин          | 6-1 6-3        |
| 12. | 21 июня 2015     | Илкли, Великобритания      | Трава      | Магда Линетт         | 5-7 6-3 6-1    |
| 13. | 11 ноября 2017   | Шрусбери, Великобритания   | Хард (зал) | Лесли Керкхове       | 6-4 6-2        |
| 14. | 29 сентября 2019 | Рохамптон, Великобритания  | Хард (зал) | Инди де Вроме        | 6-3 6-3        |

#### Поражения (9)
| №  | Дата             | Турнир                     | Покрытие   | Соперница в финале     | Счёт        |
| 1. | 17 апреля 2011   | Бол, Хорватия              | Грунт      | Эвелин Майр            | 6-7(3) 2-6  |
| 2. | 23 октября 2011  | Анталья, Турция            | Грунт      | Диана Энаке            | 4-6 2-6     |
| 3. | 20 ноября 2011   | Экёрдрвиль-Энвиль, Франция | Хард (зал) | Марина Заневская       | 4-6 2-6     |
| 4. | 1 апреля 2012    | Анталья, Турция            | Хард       | Анна Каролина Шмидлова | 6-7(5) 4-6  |
| 5. | 8 апреля 2012    | Анталья, Турция            | Хард       | Анна Каролина Шмидлова | 5-7 2-6     |
| 6. | 19 марта 2016    | Сан-Антонио, США           | Хард       | Мисаки Дои             | 4-6 2-6     |
| 7. | 22 сентября 2019 | Рохамптон, Великобритания  | Хард (зал) | Нурия Паррисас Диас    | 2-6 7-5 5-7 |
| 8. | 6 ноября 2022    | Мидленд, США               | Хард (зал) | Кэти Макнэлли          | 3-6 2-6     |
| 9. | 11 декабря 2022  | Анже, Франция              | Хард (зал) | Алисия Паркс           | 4-6 6-4 4-6 |

### Финалы турнировWTAв парном разряде (8)

#### Победы (4)
| №  | Дата             | Турнир                | Покрытие    | Партнёрша        | Соперницы в финале                     | Счёт           |
| 1. | 28 апреля 2019   | Штутгарт, Германия    | Грунт (зал) | Мона Бартель     | Анастасия Павлюченкова Луция Шафаржова | 2-6 6-3 [10-6] |
| 2. | 2 октября 2021   | Нур-Султан, Казахстан | Хард (зал)  | Моника Никулеску | Ангелина Габуева Анастасия Захарова    | 6-2 4-6 [10-5] |
| 3. | 31 июля 2022     | Варшава, Польша       | Грунт       | Анна Данилина    | Катажина Кава Алиция Росольская        | 6-4 5-7 [10-5] |
| 4. | 16 сентября 2023 | Осака, Япония         | Хард        | Надежда Киченок  | Анна Калинская Юлия Путинцева          | 7-6(3) 6-3     |

#### Поражения (4)
| №  | Дата             | Турнир            | Покрытие   | Партнёрша          | Соперницы в финале                            | Счёт            |
| 1. | 19 июня 2016     | Мальорка, Испания | Трава      | Лаура Зигемунд     | Габриэла Дабровски Мария Хосе Мартинес Санчес | 4-6 2-6         |
| 2. | 20 сентября 2020 | Рим, Италия       | Грунт      | Йоана Ралука Олару | Се Шувэй Барбора Стрыцова                     | 2-6 2-6         |
| 3. | 10 апреля 2021   | Богота, Колумбия  | Грунт      | Михаэла Бузарнеску | Эликсан Лешемия Ингрид Нил                    | 3-6 4-6         |
| 4. | 12 февраля 2023  | Линц, Австрия     | Хард (зал) | Надежда Киченок    | Натела Дзаламидзе Виктория Кужмова            | 6-4 5-7 [10-12] |

### Финалы турнировWTA 125иITFв парном разряде (7)

#### Победы (3)
| №  | Дата            | Турнир                 | Покрытие   | Партнёрша          | Соперницы в финале                | Счёт              |
| 1. | 19 февраля 2012 | Лаймен, Германия       | Хард (зал) | Юлия Киммельманн   | Элени Буйкенс Яна Набель          | 6-1 7-6(4)        |
| 2. | 26 мая 2012     | Веленье, Словения      | Грунт      | Ванда Лукач        | Аня Прислан Деяна Райцкович       | 7-6(3) 5-7 [10-4] |
| 3. | 30 марта 2013   | Круасси-Бобур, Франция | Хард (зал) | Алисон ван Эйтванк | Ева Грдинова Стефани Форетц Гакон | 6-3 6-4           |

#### Поражения (4)
| №  | Дата           | Турнир            | Покрытие   | Партнёрша          | Соперницы в финале                  | Счёт           |
| 1. | 3 июня 2012    | Марибор, Словения | Грунт      | Карен Барбат       | Елена Богдан Катрин Вёрле           | 2-6 6-2 [5-10] |
| 2. | 10 ноября 2013 | Тайбэй, Тайвань   | Хард (зал) | Алисон ван Эйтванк | Каролин Гарсия Ярослава Шведова     | 3-6 3-6        |
| 3. | 27 июля 2014   | Астана, Казахстан | Хард       | Михаэла Був        | Маргарита Гаспарян Виталия Дьяченко | 4-6 1-6        |
| 4. | 6 ноября 2022  | Мидленд, США      | Хард (зал) | Надежда Киченок    | Эйжа Мухаммад Алисия Паркс          | 2-6 3-6        |